# Bretteville-du-Grand-Caux
Bretteville-du-Grand-Caux är en kommun i departementet Seine-Maritime i regionen Normandie i norra Frankrike. Kommunen ligger i kantonen Goderville som tillhör arrondissementet Le Havre. År 2022 hade Bretteville-du-Grand-Caux 1 373 invånare.

## Befolkningsutveckling
Antalet invånare i kommunen Bretteville-du-Grand-Caux
| Referens: INSEE |